# Šinobu Ikeda
Šinobu Ikeda (* 5. leden 1962) je bývalý japonský fotbalista a fotbalový trenér, který mimo jiných vedl ženskou fotbalovou reprezentaci Japonska.

## Klubová kariéra
Hrával za Nissan Motors, Matsushita Electric.

## Reprezentační kariéra
Šinobu Ikeda odehrál za japonský národní tým v roce 1985 celkem 1 reprezentační utkání.

## Statistiky
| Japonsko | Japonsko | Japonsko |
| Roky     | Záp.     | Góly     |
| -------- | -------- | -------- |
| 1985     | 1        | 0        |
| Celkem   | 1        | 0        |